# Voo do eclipse do Concorde em 1973
Em 30 de junho de 1973, o jato supersônico Concorde 001 interceptou o caminho de um eclipse solar total e seguiu o caminho da totalidade ao cruzar a África. Este feito permitiu que os passageiros experimentassem um eclipse solar total por 74 minutos, a observação total de eclipse mais longa de todos os tempos. Cinco experimentos foram realizados durante o voo, mas tiveram impacto científico limitado.

## Observações científicas
Cinco experimentos foram realizados durante o voo do Concorde 001 em 1973. Léna e sua equipe (Université Paris) concentraram seus esforços no estudo da coroa F (a parte externa da coroa do Sol, composta de partículas de poeira). Wraight (Universidade de Aberdeen) mediu os efeitos do eclipse nos átomos de oxigênio na atmosfera da Terra através de uma vigia lateral. Liebenberg (University of California, Los Alamos Scientific Laboratories) mediu pulsações em intensidade de luz, enquanto Beckman (Queen Mary College) observou as emissões de infravermelho distante da cromosfera.